# Draco cristatellus
Draco cristatellus Günther, 1872, conosciuto anche come drago volante crestato, è una specie di agamide diffusa in Malaysia e Thailandia.